# Bahman Tejmuri
Bahman Tejmuri (pers. بهمن تیموری ;ur. 13 kwietnia 1994) – irański zapaśnik walczący w stylu wolnym. Zajął trzynaste miejsce na mistrzostwach świata w 2019. Złoty medalista mistrzostw Azji w 2019 i brązowy w 2017. Triumfator wojskowych MŚ w 2021 i drugi w 2018. Pierwszy w Pucharze Świata w 2017 roku.